# Municipio de Al Wakrah
Al Wakrah (en árabe: الوكرة) es uno de los ocho municipios que forman el Estado de Catar. Su capital y ciudad más poblada es Al Wakrah.

## Geografía y demografía

Situación de Al Wakrah en Catar antes de 2004.

La superficie de Al Wakrah abarca una extensión de territorio que ocupa 777 kilómetros cuadrados del país. Se ubica geográficamente entre las siguientes coordenadas: 25°10′48″N 51°36′36″E / 25.18000, 51.61000
Su población se compone de unos 141.222 personas (cifras del censo del año 2010). La densidad poblacional de esta división administrativa es de 40 habitantes por cada kilómetro cuadrado aproximadamente.